# Яблочное (Полтавская область)
Яблочное (укр. Яблучне) — село,
Опошнянский поселковый совет,
Зеньковский район,
Полтавская область,
Украина.
Код КОАТУУ — 5321355406. Население по переписи 2001 года составляло 4 человека.

## Географическое положение
Село Яблочное находится на правом берегу реки Ворскла в месте впадения в неё старицы Соломяник,
выше по течению на расстоянии в 2 км расположено село Хижняковка,
ниже по течению на расстоянии в 2 км расположено село Миськи Млыны.